# Óscar Miñambres
Óscar Miñambres Pascual (Madrid, 1º gennaio 1981) è un ex calciatore spagnolo, di ruolo difensore.

## Carriera
Si è ritirato nel 2007 a causa di un infortunio al ginocchio.

## Palmarès

### Club

#### Competizioni nazionali
- Campionato spagnolo: 2

Real Madrid: 2000-2001, 2002-2003
- Supercoppa di Spagna: 2

Real Madrid: 2001, 2003

#### Competizioni internazionali
- UEFA Champions League: 1

Real Madrid: 2001-2002
- Supercoppa UEFA: 1

Real Madrid: 2002
- Coppa Intercontinentale: 1

Real Madrid: 2002